# SM UB-57
SM UB-57 – niemiecki okręt podwodny z okresu I wojny światowej, jedna z 96 zbudowanych jednostek typu UB III.
Okręt miał wyporność 516 ton w położeniu nawodnym i 646 ton pod wodą, a jego główną bronią było 10 torped o kalibrze 500 mm wystrzeliwanych z pięciu wyrzutni. Napędzana silnikami wysokoprężnymi i elektrycznymi jednostka rozwijała prędkość 13,4 węzła na powierzchni i 7,8 węzła w zanurzeniu, osiągając zasięg nawodny wynoszący 9020 Mm przy prędkości 6 węzłów (i 55 Mm przy prędkości 4 węzłów pod wodą).
UB-57 został zwodowany 21 czerwca 1917 roku w stoczni AG Weser w Bremie, a do służby w Kaiserliche Marine wcielono go 30 lipca 1917 roku. W czasie służby operacyjnej we Flotylli Flandria odbył 11 patroli bojowych, podczas których zatopił 46 statków o łącznej pojemności 122 035 BRT, a także uszkodził 11 statków o łącznej pojemności 64 265 BRT. SM UB-57 zatonął 14 sierpnia 1918 roku po wejściu na minę u wybrzeży Flandrii.

## Projekt i budowa
Wydane w kwietniu 1915 roku przez Inspektorat U-Bootów memorandum wzywało kierownictwo Cesarskiej Marynarki Wojennej do zaprojektowania i budowy uproszczonego typu okrętu podwodnego, który miał zostać wykorzystany w działaniach blokadowych Wielkiej Brytanii. Budowa dużych, oceanicznych okrętów podwodnych trwała zbyt wiele czasu, podobnie jak produkcja używanych do ich napędu silników wysokoprężnych o dużej mocy. Konsekwencją był duży niedobór jednostek tej klasy w niemieckiej flocie. Wznowienie na początku 1916 roku nieograniczonej wojny podwodnej sprawiło, że konieczne stało się opracowanie średniej wielkości okrętu podwodnego uzbrojonego w torpedy, który można było szybko zbudować. Przybrzeżne okręty typu UB II były zbyt słabo uzbrojone i miały niewystarczający zasięg, przez co ich użycie ograniczone było przeważnie do wód Morza Północnego i kanału La Manche, natomiast nowo projektowane torpedowe okręty podwodne musiały być zdolne do operowania wokół Wysp Brytyjskich i na Morzu Śródziemnym. Zrezygnowano z wcześniejszego schematu prostych jednostek jednokadłubowych z zewnętrznymi zbiornikami balastowymi na rzecz konstrukcji dwukadłubowej.
Projekt nowego okrętu podwodnego średniej wielkości oparto na konstrukcji udanych podwodnych stawiaczy min typu UC II. Dziobowej części okrętu nadano nowy profil, a szyby minowe zastąpiono przedziałem torpedowym z czterema wewnętrznymi wyrzutniami torped; powiększono również wyposażony w dwa peryskopy kiosk. Znacznie zwiększono moc silników spalinowych i elektrycznych, jak i pojemność zbiorników paliwa, jednak odbyło się to kosztem zmniejszenia o 40% wielkości baterii akumulatorów i o blisko 30% ich pojemności w stosunku do SM U-16, przez co spadła prędkość podwodna i zasięg. Okręty charakteryzowały się doskonałą manewrowością i krótkim czasem zanurzania, wynoszącym 30 sekund. Budowa okrętów o nadanym przez Inspektorat U-Bootów numerze projektu 44, zwanych później typem UB III, miała rozpocząć się po zrealizowaniu przez stocznie kontraktów na budowę jednostek typu UB II i UC II, czyli najwcześniej wiosną 1917 roku.
SM UB-57 zamówiony został 20 maja 1916 roku jako jednostka z liczącej 24 jednostki I serii okrętów typu UB III . Powstał w stoczni AG Weser w Bremie jako jeden z 36 okrętów typu UB III zbudowanych w tej wytwórni . UB-57 otrzymał numer stoczniowy 269 (Werk 269)  . Stępkę okrętu położono 13 września 1916 roku , a zwodowany został 21 czerwca 1917 roku.

## Dane taktyczno-techniczne

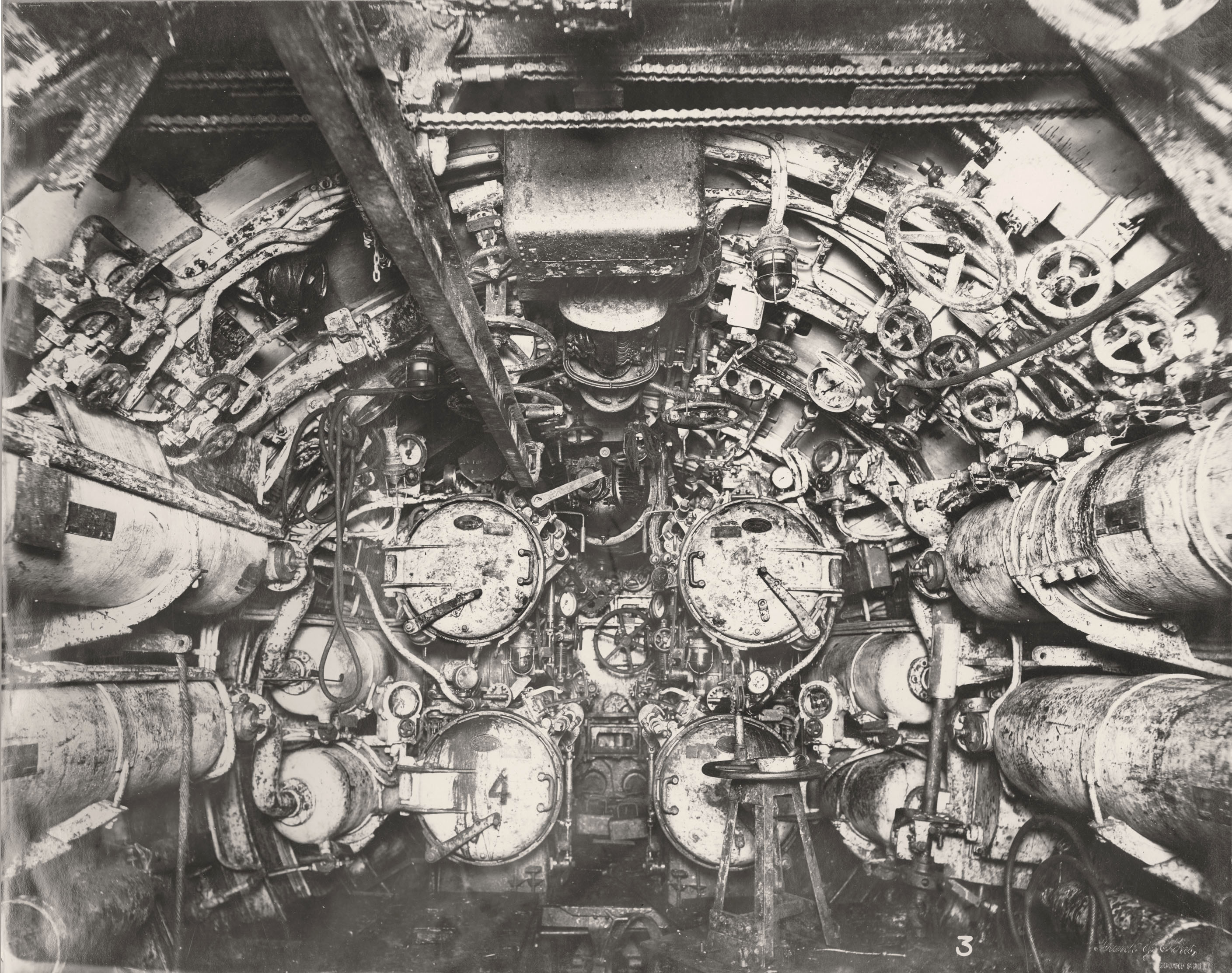
Wnętrze przedziału torpedowego siostrzanego okrętu SM UB-110

SM UB-57 był średniej wielkości okrętem podwodnym o konstrukcji dwukadłubowej. Długość całkowita wynosiła 55,85 metra, szerokość 5,8 metra i zanurzenie 3,72 metra. Kadłub sztywny miał 40,1 metra długości i 3,9 metra szerokości . Podzielony był grodziami na następujące przedziały (od dziobu): przedział torpedowy, pomieszczenia załogi, centrala, pomieszczenia załogi, przedział silników spalinowych, przedział silników elektrycznych oraz rufowy przedział torpedowy. Wysokość (od stępki do szczytu kiosku) wynosiła 8,25 metra . Dziób jednostki przystosowany był do przecinania sieci przeciwpodwodnych. Wyporność w położeniu nawodnym wynosiła 516 ton, a w zanurzeniu 646 ton.
Okręt napędzany był na powierzchni przez dwa 6-cylindrowe, czterosuwowe silniki wysokoprężne Körting o łącznej mocy 780 kW (1060 KM) przy 450 obr./min, zaś pod wodą poruszał się dzięki dwóm silnikom elektrycznym SSW o łącznej mocy 580 kW (788 KM) przy 362 obr./min. Dwa wały napędowe obracały dwie śruby o średnicy 1,4 metra każda. Jednostka wyposażona była w dwa stery kierunku i dwa podwójne stery głębokości. Okręt osiągał prędkość 13,4 węzła na powierzchni i 7,8 węzła w zanurzeniu. Zasięg wynosił 9020 Mm przy prędkości 6 węzłów w położeniu nawodnym oraz 55 Mm przy prędkości 4 węzłów pod wodą. Zbiorniki mieściły 75 ton paliwa , a energia elektryczna magazynowana była w dwóch bateriach akumulatorów po 62 ogniwa, zlokalizowanych pod przednim i tylnym pomieszczeniem mieszkalnym załogi. Dopuszczalna głębokość zanurzenia wynosiła 50 metrów , zaś czas wykonania manewru zanurzenia 30 sekund.
Głównym uzbrojeniem okrętu było pięć wewnętrznych wyrzutni torped kalibru 500 mm: cztery dziobowe i jedna na rufie, z łącznym zapasem 10 torped. Broń artyleryjską stanowiło umieszczone przed kioskiem działo pokładowe kalibru 8,8 cm TK C/08 L/30, z zapasem amunicji wynoszącym od 160 do 296 naboi . Okręt wyposażony był w dwa peryskopy: wachtowy i bojowy. Wyposażenie ratownicze stanowiła umieszczona na pokładzie łódź ratunkowa.
Załoga okrętu składała się z trzech oficerów oraz 31 podoficerów i marynarzy.

## Służba

### 1917 rok
SM UB-57 został wcielony do służby w Kaiserliche Marine 30 lipca 1917 roku . Dowództwo okrętu objął kpt. mar. (niem. Kapitänleutnant) Otto Steinbrinck, wcześniej dowodzący U-6, UB-10, UB-18 i UC-65 . Po okresie szkolenia U-Boot 20 września wszedł w skład Flotylli Flandria (niem. U-Flottille Flandern) .
7 października w odległości 12 Mm na północny zachód od Boulogne-sur-Mer UB-57 zatrzymał i po ewakuacji załogi zatopił za pomocą ładunków wybuchowych zbudowany w 1884 roku brytyjski drewniany kecz „Alcyone” o pojemności 116 BRT, płynący z Kingston upon Hull do Dieppe z ładunkiem węgla  . 11 października ten sam los spotkał zbudowany w 1864 roku brytyjski żaglowiec „Joshua” (60 BRT), transportujący glinkę kaolinową z Fowey do Dieppe, zatrzymany i zatopiony na zachód od wyspy Wight (na jego pokładzie zginęły trzy osoby, w tym kapitan jednostki)  . 20 października w pobliżu Flamborough Head U-Boot zatopił dwa przewożące węgiel norweskie parowce: zbudowany w 1892 roku „Leander” o pojemności 2968 BRT, płynący z West Hartlepool do Savony (w wyniku ataku zginął jeden marynarz) i pochodzący z 1903 roku „Nitedal” (1714 BRT), płynący z Jarrow do Rouen, na którym zginęło 12 członków załogi  . Dwa dni później w odległości 8 Mm na północny wschód od Scarborough okręt podwodny zatopił zbudowany w 1895 roku duński parowiec „Novillo” o pojemności 2336 BRT, transportujący węgiel na trasie Newcastle upon Tyne – Blaye (na jego pokładzie zginęły cztery osoby) . 23 października nieopodal Flamborough Head UB-57 storpedował bez ostrzeżenia i zatopił dwa brytyjskie uzbrojone parowce: zbudowany w 1907 roku „Seistan” o pojemności 4238 BRT, płynący z ładunkiem węgla z Newcastle upon Tyne do Falmouth (na pozycji 54°09′N 0°08′W/54,150000 -0,133333, w wyniku ataku śmierć poniosło pięciu marynarzy) i pochodzący z 1906 roku „Tredegar Hall” (3764 BRT), transportujący ładunek rudy żelaza z Melilli do Middlesbrough (na pokładzie zginęło trzech członków załogi)   .
22 listopada w odległości 0,5 Mm na południowy wschód od The Manacles U-Boot zatopił w ataku torpedowym zbudowany w 1904 roku norweski parowiec „Krosfond” o pojemności 1707 BRT, przewożący węgiel z Newport do Rouen (na pozycji 50°03′N 5°01′W/50,050000 -5,016667, zginęło 15 marynarzy) . 24 listopada o godzinie 11:00 w odległości 3 Mm na południowy wschód od Lizard Point okręt storpedował bez ostrzeżenia i zatopił zbudowany w 1897 roku brytyjski uzbrojony parowiec „Nyassa” (2579 BRT), transportujący węgiel z Cardiff do Rouen (na pozycji 49°56′N 5°08′W/49,933333 -5,133333, nikt nie zginął)  . Trzy dni później ten sam los spotkał dwa kolejne uzbrojone brytyjskie parowce: zbudowany w 1896 roku „Almond Branch” o pojemności 3461 BRT, płynący z ładunkiem drobnicy z Londynu do Ameryki Południowej (na pozycji 50°12′N 4°45′W/50,200000 -4,750000, w wyniku ataku zginął jeden marynarz) i pochodzący z 1901 roku „Eastfield” (2145 BRT), transportujący węgiel z Newport do Dieppe (na pozycji 50°14′06″N 4°42′06″W/50,235000 -4,701667, na pokładzie śmierć poniósł jeden członek załogi)   .
22 grudnia o godzinie 6:50 w odległości 4 Mm na południowy zachód od Lizard Point UB-57 storpedował bez ostrzeżenia i zatopił zbudowany w 1901 roku uzbrojony brytyjski parowiec „Mabel Baird” o pojemności 2500 BRT, który wypłynął z Penarth z ładunkiem węgla (na pozycji 49°54′N 5°17′W/49,900000 -5,283333, na pokładzie zginęło pięć osób)  . Nazajutrz w odległości 35 Mm na zachód od Bishop Rock załoga U-Boota zatopiła zbudowany w 1876 roku norweski żaglowiec „Vellore” (1672 BRT), płynący pod balastem z Hawru do Nowego Jorku (obyło się bez strat w załodze) . Wieczorem 26 grudnia w odległości 9 Mm na południe od przylądka Dodman Point okręt zatopił w przeprowadzonych bez ostrzeżenia atakach torpedowych dwa płynące w konwoju uzbrojone brytyjskie parowce: zbudowany w 1907 roku „Benito” o pojemności 4712 BRT, który wypłynął z Newcastle upon Tyne z ładunkiem węgla i koksu oraz pochodzący z 1917 roku „Tregenna” (5772 BRT), transportujący węgiel z Newcastle upon Tyne do Gibraltaru (oba statki zatonęły na pozycji 50°04′N 4°45′W/50,066667 -4,750000, a na ich pokładach nikt nie zginął)   . 28 grudnia o godzinie 22:30 ten sam los spotkał zbudowany w 1898 roku uzbrojony brytyjski parowiec „Clara” o pojemności 2425 BRT, płynący pod balastem z Rouen do Barry Roads, zatopiony bez strat w załodze w odległości 1,5 Mm na południe od Runnel Stone  . Następnego dnia w odległości 7 Mm na północny zachód od Lizard Point UB-57 storpedował i zatopił zbudowany w 1910 roku norweski parowiec „Tiro” (1442 BRT), przewożący węgiel na trasie Barry – Rouen (na pozycji 49°56′N 5°23′W/49,933333 -5,383333, na pokładzie zginęło osiem osób) .

### 1918 rok
Na początku 1918 roku niemieckie siły podwodne przeszły reorganizację, w wyniku której Flotylla Flandria została podzielona na dwie części: I Flotyllę Flandria (I. U-Flottille Flandern) i II Flotyllę Flandria (II. U-Flottille Flandern), a UB-57 znalazł się w składzie tej pierwszej . 2 stycznia nastąpiła zmiana dowódcy okrętu – kpt. mar. Otto Steinbrinck został zastąpiony przez por. mar. (niem. Oberleutnant zur See) Johannesa Lohsa, dowodzącego uprzednio SM UC-75 .
5 lutego w odległości 4 Mm na wschód od Maiden’s Head (Irlandia) U-Boot zatopił w ataku torpedowym zbudowany w 1902 roku amerykański parowiec „Alamance” (4455 BRT), płynący w konwoju z Baltimore do Liverpoolu z ładunkiem drobnicy (w wyniku ataku śmierć poniosło sześciu członków załogi statku) . Nazajutrz na północ od wyspy Man okręt storpedował zbudowany w 1917 roku duży brytyjski parowiec „Westmoreland” o pojemności 9512 BRT, płynący z Halifaxu do Liverpoolu z ładunkiem mrożonego mięsa. W wyniku przeprowadzonego na pozycji 54°20′N 3°30′W/54,333333 -3,500000 ataku statek został uszkodzony, a na jego pokładzie śmierć poniósł jeden marynarz . 7 lutego ofiarami wojennej działalności załogi UB-57 na Morzu Irlandzkim zostały trzy brytyjskie parowce, zatrzymane i po ewakuacji załóg zatopione ogniem artyleryjskim: zbudowany w 1900 roku „Ardbeg” o pojemności 227 BRT, płynący z Warrington do Larne z ładunkiem sody, w odległości 32 Mm na północny wschód od latarniowca „Mersey Bar”; pochodzący z 1905 roku „Ben Rein” (212 BRT), transportujący ładunek drobnicy z Liverpoolu do Belfastu, w odległości 35 Mm na północny zachód od latarniowca „Mersey Bar” oraz zbudowany w 1916 roku „Limesfield” o pojemności 427 BRT, przewożący odpady bawełniane z Belfastu do Preston, w odległości 25 Mm od Maughold Head    . 12 lutego okręt podwodny zatopił w atakach torpedowych przeprowadzonych bez ostrzeżenia dwa uzbrojone brytyjskie parowce: zbudowany w 1888 roku „Eleanor” o pojemności 1980 BRT, przewożący towary rządowe z Immingham do Falmouth, zatopiony w odległości 9 Mm od St Catherine’s Point (na pozycji 50°30′N 1°30′W/50,500000 -1,500000; na pokładzie statku zginęło 34 członków załogi, w tym kapitan) oraz pochodzący z 1913 roku „Polo” (1383 BRT), transportujący węgiel i drobnicę z Kingston upon Hull do Aleksandrii, zatopiony w odległości 6 Mm na południowy wschód od St Catherine’s Point (w wyniku ataku śmierć poniosło trzech marynarzy)   . Dwa dni później na wodach kanału La Manche U-Boot storpedował bez ostrzeżenia i zatopił dwa kolejne brytyjskie parowce: zbudowany w 1913 roku „Carlisle Castle” o pojemności 4325 BRT, płynący z ładunkiem zboża, oleju i drobnicy na trasie Portland – Londyn, zatopiony w odległości 8 Mm na północny wschód od latarniowca „Royal Sovereign” ze stratą jednego załoganta i pochodzący z 1917 roku uzbrojony „War Monarch” (7887 BRT), płynący z ładunkiem węgla z Kingston upon Hull do Włoch, zatopiony w odległości 11 Mm na wschód od latarniowca „Royal Sovereign” (na pozycji 50°46′N 0°43′E/50,766667 0,716667, nikt nie zginął)   .
17 marca UB-57 zatrzymał i po ewakuacji załóg zatopił ogniem artyleryjskim w odległości 1,5 Mm na północny wschód od Lizard Point trzy przewożące węgiel francuskie żaglowce: zbudowany w 1901 roku „Anne Yvonne” o pojemności 102 BRT, płynący ze Swansea do Granville; pochodzący z 1897 roku „Arvor” (52 BRT), płynący ze Swansea do Saint-Brieuc oraz zbudowany w 1906 roku „Beata” o pojemności 102 BRT, płynący ze Swansea do Granville (wszystkie zostały zatopione na pozycji 49°59′N 5°10′W/49,983333 -5,166667   . 19 marca w odległości 27 Mm na południowy zachód od St Catherine’s Point okręt storpedował bez ostrzeżenia i zatopił zbudowany w 1918 roku uzbrojony brytyjski parowiec „Luxor” o pojemności 3571 BRT, płynący pod balastem z Cherbourga do Barry (obyło się bez strat w ludziach)  . 23 marca na pozycji 50°08′N 0°40′W/50,133333 -0,666667 U-Boot przeprowadził atak torpedowy na zbudowany w 1908 roku brytyjski zbiornikowiec „Sequoya” o pojemności 5263 BRT, płynący z Rouen do Avonmouth pod balastem. Uszkodzony statek bez strat w załodze dotarł do Southampton . 29 marca w odległości 7 Mm na południe od Newhaven UB-57 storpedował bez ostrzeżenia i zatopił zbudowany w 1897 roku uzbrojony brytyjski parowiec „T.R. Thompson” o pojemności 3538 BRT, płynący z ładunkiem rudy żelaza z Bani Saf do Middlesbrough (w wyniku ataku śmierć poniosło 33 członków załogi wraz z kapitanem)  . Tego dnia w odległości 5 Mm na północny wschód od latarniowca „Owers” (nieopodal Selsey Bill) okręt uszkodził w ataku torpedowym zbudowany w 1906 roku portugalski parowiec pasażerski „India” (5990 BRT), płynący z ładunkiem drobnicy z Londynu do Lizbony . 31 marca U-Boot storpedował dwa brytyjskie parowce: zbudowany w 1884 roku uzbrojony „Excellence Pleske” o pojemności 2059 BRT, transportujący ładunek rudy żelaza z Bilbao do Middlesbrough, który został zatopiony ze stratą 13 członków załogi w odległości 2,5 Mm na południowy wschód od Dungeness   oraz pochodzący z 1900 roku „Alcinous” (5743 BRT), przewożący drobnicę z Londynu do Bostonu, który został uszkodzony na wysokości Fairlight bez strat ludzkich .
28 kwietnia okręt wyszedł z Ostendy na kolejny wojenny patrol. 29 kwietnia U-Boot storpedował bez ostrzeżenia i zatopił dwa brytyjskie uzbrojone parowce: zbudowany w 1906 roku „Australier” o pojemności 3687 BRT, płynący z ładunkiem rudy żelaza na trasie Bilbao – ujście Tees, zatopiony w odległości 6 Mm na południowy zachód od Dungeness ze stratą pięciu członków załogi (na pozycji 50°52′N 0°58′E/50,866667 0,966667) oraz pochodzący z 1890 roku „Broderick” (4321 BRT), płynący pod balastem z Londynu przez Dunkierkę do Puerto Cabello, zatopiony w odległości 7 Mm na południowy wschód od Hastings (nikt nie zginął)   . Tego dnia w odległości 5 Mm na południowy zachód od Dungeness załoga okrętu zatopiła również zbudowany w 1882 roku francuski parowiec „La Somme” o pojemności 1477 BRT, transportujący węgiel ze Swansea do Dieppe (na pozycji 50°52′N 0°51′E/50,866667 0,850000, na pokładzie śmierć poniósł jeden marynarz) . 30 kwietnia na wodach kanału La Manche UB-57 zatopił w przeprowadzonych bez ostrzeżenia atakach torpedowych dwa brytyjskie uzbrojone parowce: zbudowany w 1898 roku „Ella Sayer” o pojemności 2549 BRT, płynący z ładunkiem węgla z Penarth do Dunkierki (na pozycji 50°49′N 0°48′E/50,816667 0,800000, na pokładzie zginęły dwie osoby) oraz pochodzący z 1903 roku „Umba” (2042 BRT), płynący pod balastem z Dunkierki do Barry Roads (w odległości 1 Mm na południe od latarniowca „Royal Sovereign” ze stratą 20 członków załogi, w tym kapitana)   . 1 maja w odległości 14 Mm na południe od Worthing okręt uszkodził w ataku torpedowym zbudowany w 1893 roku brytyjski parowiec „Canonesa” o pojemności 6683 BRT, płynący pod balastem z Boulogne-sur-Mer do Newport (na pokładzie statku zginęło ośmiu członków załogi) . Nazajutrz w odległości 9 Mm na południowy wschód od Folkestone U-Boot storpedował bez ostrzeżenia i zatopił zbudowany w 1902 roku uzbrojony brytyjski parowiec „Unity” o pojemności 1091 BRT, transportujący sprzęt artyleryjski z Newhaven do Calais (w wyniku ataku śmierć poniosło 12 osób)  .
22 maja w odległości 30 Mm na północny zachód od La Poterie-Cap-d’Antifer UB-57 zatopił w ataku torpedowym zbudowany w 1891 roku brytyjski parowiec „Red Rose” o pojemności 423 BRT, przewożący materiały rządowe z Littlehampton do Hawru (na pozycji 50°04′N 0°20′W/50,066667 -0,333333, zginęła cała, licząca 11 osób załoga statku) . Następnego dnia nieopodal Beachy Head okręt podwodny storpedował i zatopił zbudowany w 1903 roku brytyjski krążownik pomocniczy HMS „Moldavia” (9500 BRT), który wypłynął z Halifaxu w konwoju HC-1 transportując do Europy amerykańskich żołnierzy i zaopatrzenie. Jednostka zatonęła na pozycji 50°24′N 0°26′W/50,400000 -0,433333, a w wyniku ataku zginęło 57 osób . 26 maja w odległości 2 Mm na południowy wschód od Anvil Point U-Boot zatopił w przeprowadzonym bez ostrzeżenia ataku torpedowym zbudowany w 1903 roku uzbrojony brytyjski parowiec „Kyarra” o pojemności 6953 BRT, płynący z Londynu do Sydney z ładunkiem drobnicy (na pokładzie śmierć poniosło sześciu marynarzy)  . Następnego dnia nieopodal Fécamp okręt zatopił trzy francuskie niewielkie łodzie rybackie: „Joseph Simone” (8 BRT), „Petit Georges” (10 BRT) i „Souvenir De Ste Marie” (7 BRT) . 30 maja w pobliżu Hastings UB-57 uszkodził w ataku torpedowym zbudowany w 1918 roku brytyjski parowiec „War Panther” o pojemności 5260 BRT, płynący z ładunkiem węgla z Blyth do Londynu (nikt nie zginął; statek został wzięty na hol przez okręt patrolowy HMS P17 i doprowadzony do Dover) . Dzień później w wyniku ataku torpedowego U-Boota w odległości 5 Mm od Newhaven uszkodzeń doznał zbudowany w 1908 roku brytyjski parowiec „Galileo” (6287 BRT), płynący pod balastem z Kingston upon Hull do Montrealu (obyło się bez strat w załodze) .
30 czerwca UB-57 w odległości 3 Mm od Hastings storpedował zbudowany w 1916 roku brytyjski parowiec „Wilton” o pojemności 4281 BRT, płynący pod balastem z Londynu do Cardiff; w wyniku ataku statek został uszkodzony, a na jego pokładzie nie było ofiar . 2 lipca nieopodal latarniowca „Owers” okręt podwodny storpedował dwa brytyjskie parowce: zbudowany w 1901 roku uzbrojony „Shirala” o pojemności 5306 BRT, płynący z Londynu do Bombaju z ładunkiem drobnicy, zatopiony bez ostrzeżenia ze stratą ośmiu członków załogi   oraz pochodzący z 1906 roku „Royal Sceptre” (3858 BRT), transportujący węgiel i koks z Newcastle upon Tyne do Falmouth, który doznał uszkodzeń na pozycji 50°40′N 0°35′W/50,666667 -0,583333 (nikt nie zginął) . 6 lipca w odległości 10 Mm na południowy wschód od St Catherine’s Point U-Boot uszkodził w ataku torpedowym zbudowany w 1913 roku brytyjski parowiec „Huntscraft” o pojemności 5113 BRT, płynący pod balastem z Hawru do Southampton, a w wyniku ataku śmierć poniosło ośmiu marynarzy .
5 sierpnia w odległości 8 Mm na południowy zachód od Dungeness UB-57 uszkodził w ataku torpedowym zbudowany w 1913 roku brytyjski parowiec „Tuscan Prince” o pojemności 5275 BRT, płynący pod balastem z Kingston upon Hull do Nowego Jorku (na pokładzie statku zginęły dwie osoby) . 8 sierpnia w odległości 0,5 Mm na południowy wschód od Anvil Point okręt storpedował bez ostrzeżenia i zatopił zbudowany w 1918 roku uzbrojony brytyjski parowiec „Clan Macvey” o pojemności 5815 BRT, płynący z ładunkiem węgla z Newcastle upon Tyne do Port Saidu, a w wyniku ataku śmierć poniosło siedmiu członków załogi  . Następnego dnia w odległości 4 Mm na północny wschód od latarniowca „Owers” ten sam los spotkał zbudowany w 1918 roku uzbrojony brytyjski parowiec „Glenlee” (4915 BRT), przewożący towary rządowe z Dunkierki na Isle of Portland (na pokładzie zginęła jedna osoba)  .
14 sierpnia u wybrzeży Flandrii SM UB-57 wszedł na minę i zatonął wraz z całą, liczącą 34 osoby załogą (na pozycji 51°27′N 2°20′E/51,450000 2,333333) .

## Podsumowanie działalności bojowej
W latach 1917–1918 SM UB-57 odbył łącznie 11 patroli bojowych, podczas których za pomocą torped, artylerii oraz ładunków wybuchowych zatopił 46 statków o łącznej pojemności 122 035 BRT oraz uszkodził 11 statków o łącznej pojemności 64 265 BRT . Na pokładach zatopionych i uszkodzonych jednostek zginęło co najmniej 295 osób, w tym 57 na brytyjskim krążowniku pomocniczym HMS „Moldavia”  . Pełne zestawienie sukcesów bojowych przedstawia poniższa tabela :
| Data                 | Nazwa                   | Państwo           | Tonaż       | Los jednostki |
| -------------------- | ----------------------- | ----------------- | ----------- | ------------- |
| 7 października 1917  | „Alcyone”               | Wielka Brytania   | 116         | zatopiony     |
| 11 października 1917 | „Joshua”                | Wielka Brytania   | 60          | zatopiony     |
| 20 października 1917 | „Leander”               | Norwegia          | 2968        | zatopiony     |
| 20 października 1917 | „Nitedal”               | Norwegia          | 1714        | zatopiony     |
| 22 października 1917 | „Novillo”               | Dania             | 2336        | zatopiony     |
| 23 października 1917 | „Seistan”               | Wielka Brytania   | 4238        | zatopiony     |
| 23 października 1917 | „Tredegar Hall”         | Wielka Brytania   | 3764        | zatopiony     |
| 22 listopada 1917    | „Krosfond”              | Norwegia          | 1707        | zatopiony     |
| 24 listopada 1917    | „Nyassa”                | Wielka Brytania   | 2579        | zatopiony     |
| 27 listopada 1917    | „Almond Branch”         | Wielka Brytania   | 3461        | zatopiony     |
| 27 listopada 1917    | „Eastfield”             | Wielka Brytania   | 2145        | zatopiony     |
| 22 grudnia 1917      | „Mabel Baird”           | Wielka Brytania   | 2500        | zatopiony     |
| 23 grudnia 1917      | „Vellore”               | Norwegia          | 1672        | zatopiony     |
| 26 grudnia 1917      | „Benito”                | Wielka Brytania   | 4712        | zatopiony     |
| 26 grudnia 1917      | „Tregenna”              | Wielka Brytania   | 5772        | zatopiony     |
| 28 grudnia 1917      | „Clara”                 | Wielka Brytania   | 2425        | zatopiony     |
| 29 grudnia 1917      | „Tiro”                  | Norwegia          | 1442        | zatopiony     |
| 5 lutego 1918        | „Alamance”              | Stany Zjednoczone | 4455        | zatopiony     |
| 6 lutego 1918        | „Westmoreland”          | Wielka Brytania   | 9512        | uszkodzony    |
| 7 lutego 1918        | „Ardbeg”                | Wielka Brytania   | 227         | zatopiony     |
| 7 lutego 1918        | „Ben Rein”              | Wielka Brytania   | 212         | zatopiony     |
| 7 lutego 1918        | „Limesfield”            | Wielka Brytania   | 427         | zatopiony     |
| 12 lutego 1918       | „Eleanor”               | Wielka Brytania   | 1980        | zatopiony     |
| 12 lutego 1918       | „Polo”                  | Wielka Brytania   | 1383        | zatopiony     |
| 14 lutego 1918       | „Carlisle Castle”       | Wielka Brytania   | 4325        | zatopiony     |
| 14 lutego 1918       | „War Monarch”           | Wielka Brytania   | 7887        | zatopiony     |
| 17 marca 1918        | „Anne Yvonne”           | Francja           | 102         | zatopiony     |
| 17 marca 1918        | „Arvor”                 | Francja           | 52          | zatopiony     |
| 17 marca 1918        | „Beata”                 | Francja           | 102         | zatopiony     |
| 19 marca 1918        | „Luxor”                 | Wielka Brytania   | 3571        | zatopiony     |
| 23 marca 1918        | „Sequoya”               | Wielka Brytania   | 5263        | uszkodzony    |
| 29 marca 1918        | „India”                 | Portugalia        | 5990        | uszkodzony    |
| 29 marca 1918        | „T.R. Thompson”         | Wielka Brytania   | 3538        | zatopiony     |
| 31 marca 1918        | „Alcinous”              | Wielka Brytania   | 6743        | uszkodzony    |
| 31 marca 1918        | „Excellence Pleske”     | Wielka Brytania   | 2059        | zatopiony     |
| 29 kwietnia 1918     | „Australier”            | Wielka Brytania   | 3687        | zatopiony     |
| 29 kwietnia 1918     | „Broderick”             | Wielka Brytania   | 4321        | zatopiony     |
| 29 kwietnia 1918     | „La Somme”              | Francja           | 1477        | zatopiony     |
| 30 kwietnia 1918     | „Ella Sayer”            | Wielka Brytania   | 2549        | zatopiony     |
| 30 kwietnia 1918     | „Umba”                  | Wielka Brytania   | 2042        | zatopiony     |
| 1 maja 1918          | „Canonesa”              | Wielka Brytania   | 6683        | uszkodzony    |
| 2 maja 1918          | „Unity”                 | Wielka Brytania   | 1091        | zatopiony     |
| 22 maja 1918         | „Red Rose”              | Wielka Brytania   | 423         | zatopiony     |
| 23 maja 1918         | HMS „Moldavia”          | Royal Navy        | 9500        | zatopiony     |
| 26 maja 1918         | „Kyarra”                | Wielka Brytania   | 6953        | zatopiony     |
| 27 maja 1918         | „Joseph Simone”         | Francja           | 8           | zatopiony     |
| 27 maja 1918         | „Petit Georges”         | Francja           | 10          | zatopiony     |
| 27 maja 1918         | „Souvenir de Ste Marie” | Francja           | 7           | zatopiony     |
| 30 maja 1918         | „War Panther”           | Wielka Brytania   | 5260        | uszkodzony    |
| 31 maja 1918         | „Galileo”               | Wielka Brytania   | 6287        | uszkodzony    |
| 30 czerwca 1918      | „Wilton”                | Wielka Brytania   | 4281        | uszkodzony    |
| 2 lipca 1918         | „Royal Sceptre”         | Wielka Brytania   | 3858        | uszkodzony    |
| 2 lipca 1918         | „Shirala”               | Wielka Brytania   | 5306        | zatopiony     |
| 6 lipca 1918         | „Huntscraft”            | Wielka Brytania   | 5113        | uszkodzony    |
| 5 sierpnia 1918      | „Tuscan Prince”         | Wielka Brytania   | 5275        | uszkodzony    |
| 8 sierpnia 1918      | „Clan Macvey”           | Wielka Brytania   | 5815        | zatopiony     |
| 9 sierpnia 1918      | „Glenlee”               | Wielka Brytania   | 4915        | zatopiony     |
| RAZEM                | RAZEM                   | zatopione:        | zatopione:  | 46            |
| RAZEM                | RAZEM                   | uszkodzone:       | uszkodzone: | 11            |